# PvdA-partijleiderverkiezing 2012

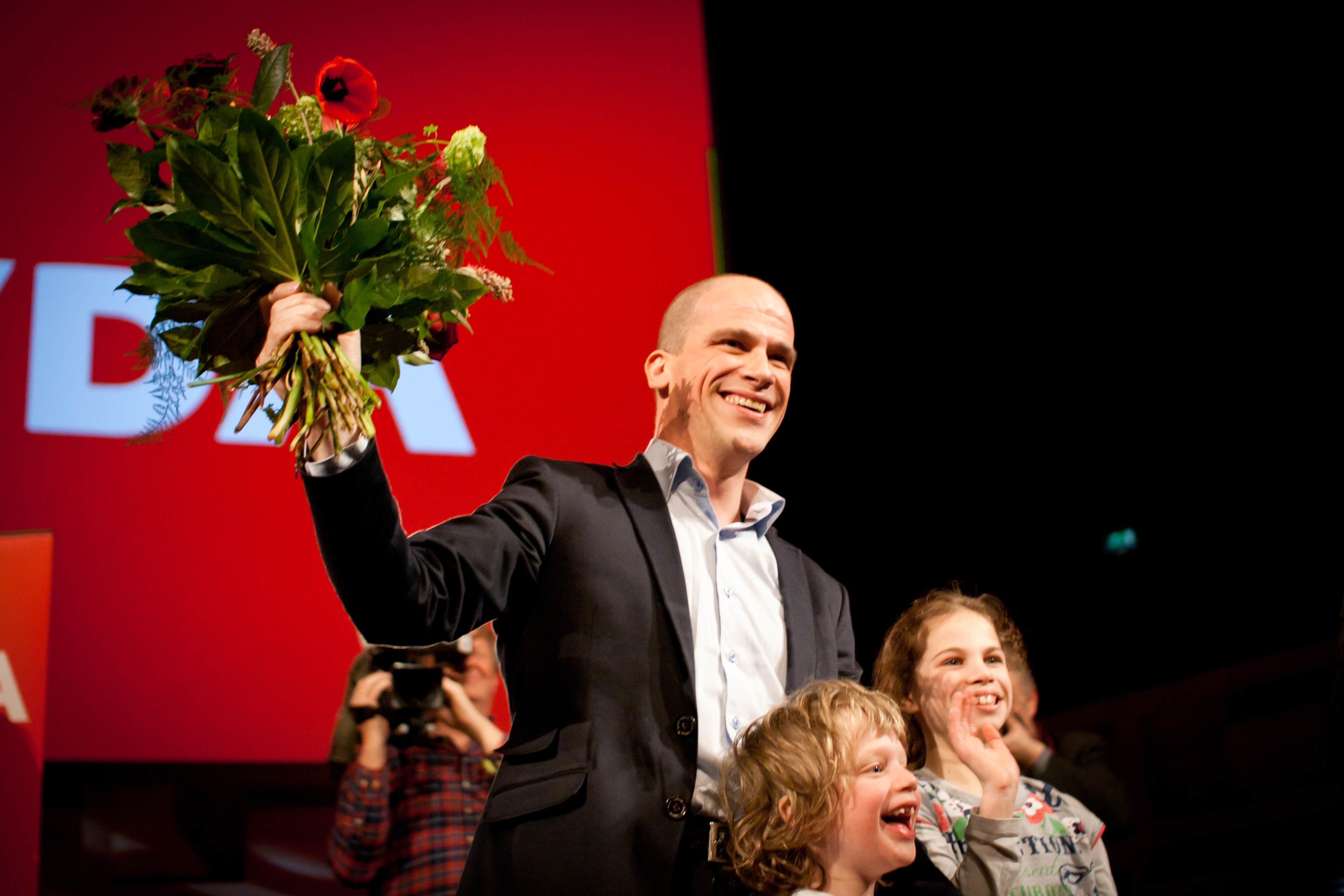
Diederik Samsom na het winnen van de partijleidersverkiezing

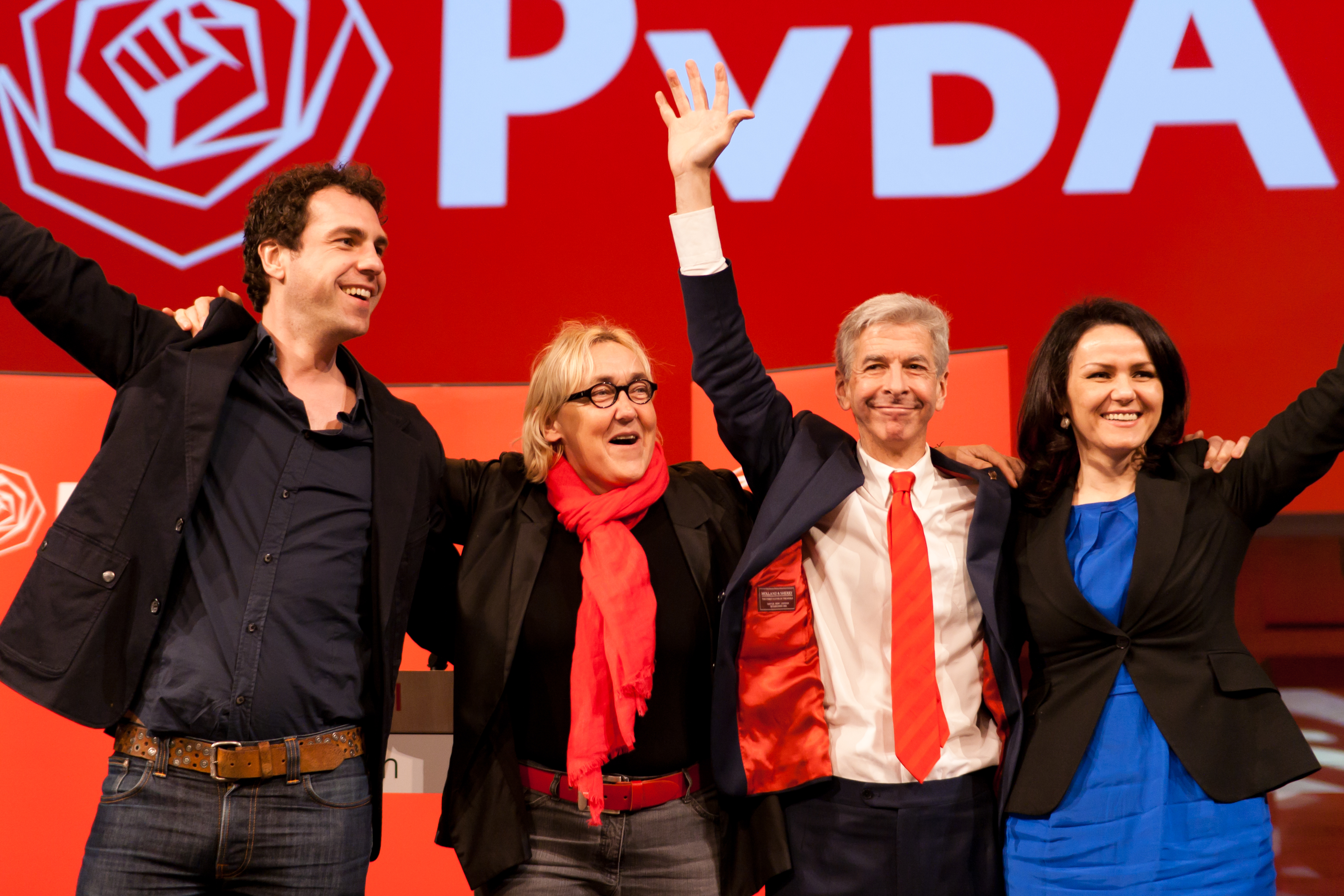
Martijn van Dam, Lutz Jacobi, Ronald Plasterk en Nebahat Albayrak nadat Diederik Samsom de partijleidersverkiezingen won

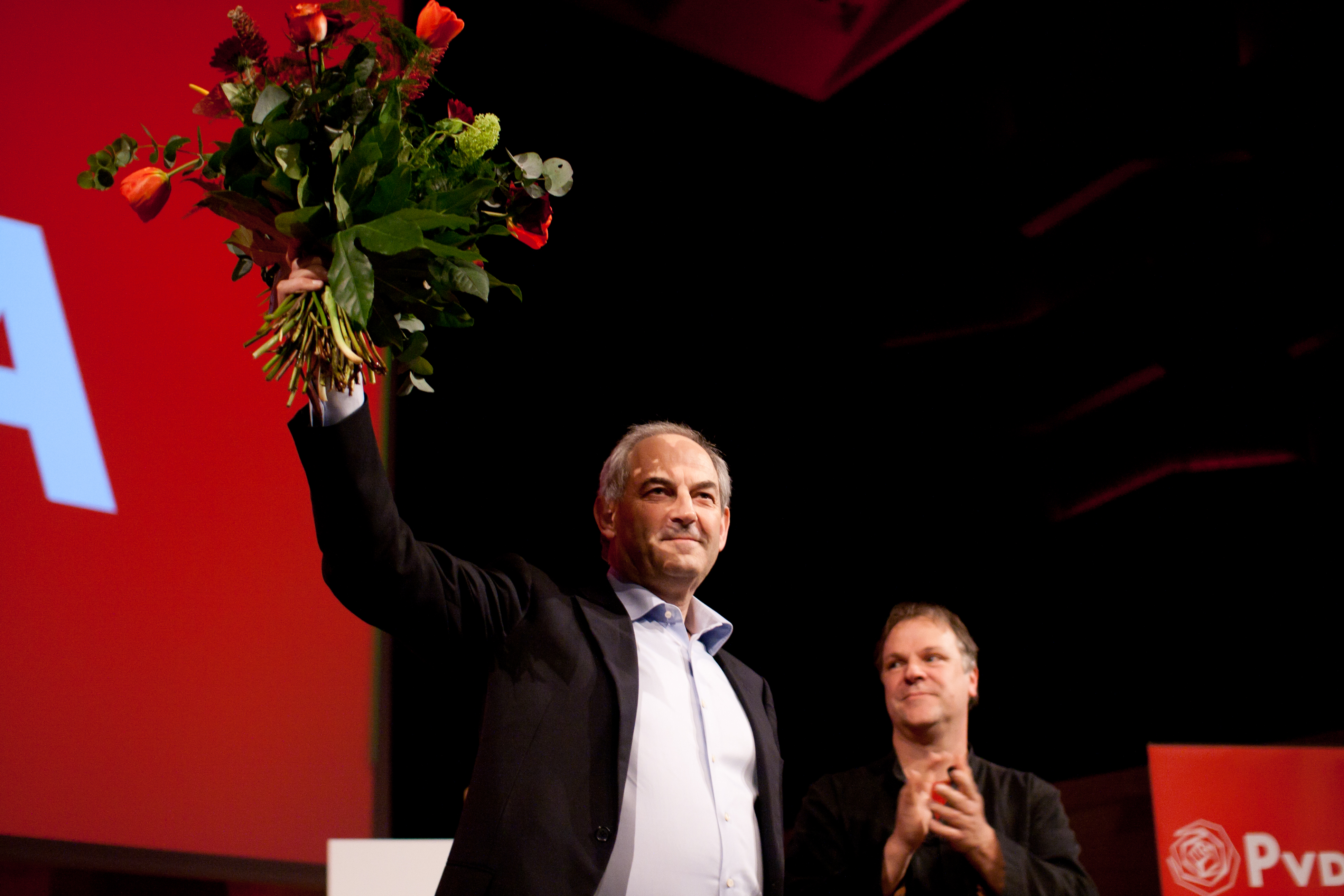
Afscheid van Cohen

De Partij van de Arbeid besloot op 20 februari 2012 een ledenraadpleging te houden voor een nieuwe partijleider en fractievoorzitter in de Tweede Kamer. Aanleiding was het plotselinge aftreden, dezelfde dag, van Job Cohen. De verkiezing werd op 16 maart gewonnen door Diederik Samsom.
De ledenraadpleging werd gehouden op voorspraak van partijvoorzitter Hans Spekman. De dertig leden tellende fractie had het grondwettelijke recht om uit zijn eigen gelederen een fractievoorzitter te kiezen, maar besloot na ampel beraad om de uitslag te respecteren. Jeroen Dijsselbloem fungeerde na het vertrek van Cohen als waarnemend fractievoorzitter totdat de nieuwe fractievoorzitter op 20 maart geïnstalleerd werd. Dijsselbloem was voorheen vice-fractievoorzitter.
Het is bij de PvdA regel dat de fractievoorzitter in de Tweede Kamer tevens de partijleider is. Er is een uitzondering als de partij zitting neemt in de regering. In dat geval kan de minister-president of een minister de partijleider zijn, maar nooit een staatssecretaris. Zo staat het in de partijstatuten. Ten tijde van de ledenraadpleging zat de PvdA in de oppositie.
De fractieleden kregen tot en met 28 februari de tijd om zich kandidaat te stellen. In volgorde van kandidering deden dat:
- Martijn van Dam[3][4]
- Diederik Samsom[5]
- Ronald Plasterk,[6][7] voormalig minister van Onderwijs, Cultuur en Wetenschap
- Nebahat Albayrak,[8][9] voormalig staatssecretaris van Justitie
- Lutz Jacobi[10]

Frans Timmermans had zich bijzonder graag kandidaat gesteld, maar deed dat niet omdat hij van mening was dat anderen hem zagen als een Brutus die Job Cohen ten val had gebracht.
Elke persoon had honderd steunbetuigingen van partijleden nodig om zich kandidaat te kunnen stellen. Het vijftal trok gezamenlijk door het land om zich op in totaal negen ledenbijeenkomsten te presenteren. Een tiende en afsluitend debat hield het vijftal in een aflevering van het tv-programma Pauw & Witteman. Afgesproken was dat de kandidaten geen kritiek op elkaar gaven.
Alle partijleden konden van 7 tot en met 14 maart hun stem uitbrengen via een e-mail of de post, volgens de kiesmethode van de Alternative Vote. De stembiljetten werden op 6 maart per post verstuurd naar 52.887 stemgerechtigden. Dit waren alle leden die minimaal dertig dagen lid waren en de eerste contributiebetaling hadden verricht en daarmee ledenrechten hadden. Leden die minimaal dertig dagen lid waren, maar nog niet in de gelegenheid waren gesteld om de eerste contributiebetaling te verrichten omdat zij per acceptgiro betalen, werden telefonisch benaderd en gewezen op de mogelijkheid om alsnog de eerste contributiebetaling te verrichten, teneinde tijdig ledenrechten te verkrijgen.
Tijdens hun campagne maakten vrijwel alle kandidaten gebruik van reclamemateriaal. Er waren hoedjes, petjes, T-shirts, vlaggetjes, flyers en ballonnen. Ook waren er verkiezingsborden. Albayrak had jongens ingezet die met de tekst Albayrak Boys op een T-shirt gedrukt ballonnen uitdeelden met een oproep erop om op haar te stemmen.
Winnaar Diederik Samsom kreeg 19.524 (54%) stemmen, gevolgd door Ronald Plasterk met 11.427 (31,6%) stemmen, Nebahat Albayrak met 2.968 (8,2%) stemmen, Martijn van Dam met 1.410 (3,9%) stemmen en Lutz Jacobi met 815 (2,3%) stemmen. Eén stemronde was voldoende. Het opkomstpercentage van 68,6% was het hoogste ooit voor een ledenraadpleging van de PvdA. In totaal werden 36.284 stemmen uitgebracht. Er werd 140 keer blanco gestemd, een percentage van 0,3% op het aantal geldige stemmen. Blanco stemmen telden niet mee bij het bepalen van de uitslag. Er waren 112 ongeldige stemmen, die bij het opkomstpercentage niet werden meegerekend.
De uitslag werd 17 maart formeel bekrachtigd op een hiervoor in het leven geroepen partijcongres in evenementenhal De Doelen in Rotterdam. 
De ledenraadpleging voor een fractievoorzitter in de Tweede Kamer en partijleider was uniek in de geschiedenis van de PvdA, maar kwam niet als een complete verrassing. Eind 2002 werd via eenzelfde ledenraadpleging de lijsttrekker gekozen voor de parlementsverkiezingen van 2003. Gelijktijdig werd ook de lijsttrekker voor de Eerste Kamerverkiezingen van 2003 en de lijsttrekkers voor de stembusronde van de Provinciale Staten gekozen. Na de laatste verkiezingen voor het Europees Parlement in 2009 adviseerde een PvdA-werkgroep onder leiding van Sharon Dijksma om in het vervolg ook voor het Europees Parlement uit een ledenraadpleging een lijsttrekker te kiezen.